# 창영초등학교
창영초등학교(昌榮初等學校)는 대한민국 경기도 부천시 소사구에 있는 공립 초등학교이다.

## 학교 연혁
- 1988. 11. 27. 창영초등학교 설립 인가
- 1992. 03. 01. 초대 장기윤 교장 취임
- 1992. 06. 01. 창영초등학교 개교(1-3학년 21학급 편성)
- 1996. 02. 16. 제1회 졸업식(227명)
- 1997. 11. 14. 도교육청지정 문화예술 시범학교 발표회
- 2007. 03. 01. 제6대 이재수 교장 취임
- 2007. 12. 30. 학교평가 우수학교 교육감 표창
- 2008. 02. 16. 제13회 졸업식(265명)
- 2008. 03. 01. 45학급 편성(특수학급 1학급 포함)
- 2009. 02. 18. 제14회 졸업식(238명)
- 2009. 03. 01. 45학급 편성(특수학급 1학급포함)
- 2010. 03. 01. 제7대 김기표 교장 취임
- 2010. 03. 01. 43학급 편성(특수학급 1학급포함)
- 2011. 02. 16. 제16회 졸업식(223명)(총 졸업생 누계 3791명)
- 2011. 03. 01. 43학급 편성(특수학급 1학급 포함)
- 2012. 02. 08. 제17회 졸업식(207명)(총 졸업생 누계 3998명)
- 2012. 03. 01. 42학급 편성(특수학급 1학급 포함)
- 2012. 03. 01. 제8대 김준환 교장 취임
- 2013. 02. 15. 제18회 졸업식(243명)(총 졸업생 누계 4241명)
- 2013. 03. 01. 42학급 편성(특수학급 1학급 포함)
- 2013. 04. 24. NTTP 연수원학교 운영
- 2013. 06. 10. 관악부 창단 부천시 지정
- 2013. 11. 30. 교육장배 학교 스포츠클럽 대회 우수교 표창
- 2013. 12. 05. 학생 건강관리및 체력증진우수교 표창
- 2013. 12. 26. 제회e-Insigt Contest(학교부문종합) 금상
- 2013. 12. 27. 창의적인교육연구및학교문화혁신우수교표창
- 2013. 12. 31. 행복한 학교생활을 위한 학교안전망구축 우수교 표창
- 2014. 02. 14. 제19회 졸업식(204명)(총 졸업생 누계 4445명)
- 2014. 03. 01. 43학급 편성(특수학급 2학급 포함)
- 2015. 02. 13. 제20회 졸업식(196명)(총 졸업생 누계 4641명)
- 2015. 03. 01. 43학급 편성(특수학급 2학급 포함)